# Cremnops philippinensis
Cremnops philippinensis är en stekelart som beskrevs av Bhat 1979. Cremnops philippinensis ingår i släktet Cremnops och familjen bracksteklar. Inga underarter finns listade i Catalogue of Life.